# Ranuanlampi
Ranuanlampi är en sjö i Finland. Den ligger i kommunen Ranua i landskapet Lappland, i den norra delen av landet, 600 km norr om huvudstaden Helsingfors. Ranuanlampi ligger 131,9 meter över havet. Arean är 36,7 hektar och strandlinjen är 2,35 kilometer lång. Sjön  ingår i Ijo älvs huvudavrinningsområde. 